# モルドバ空軍

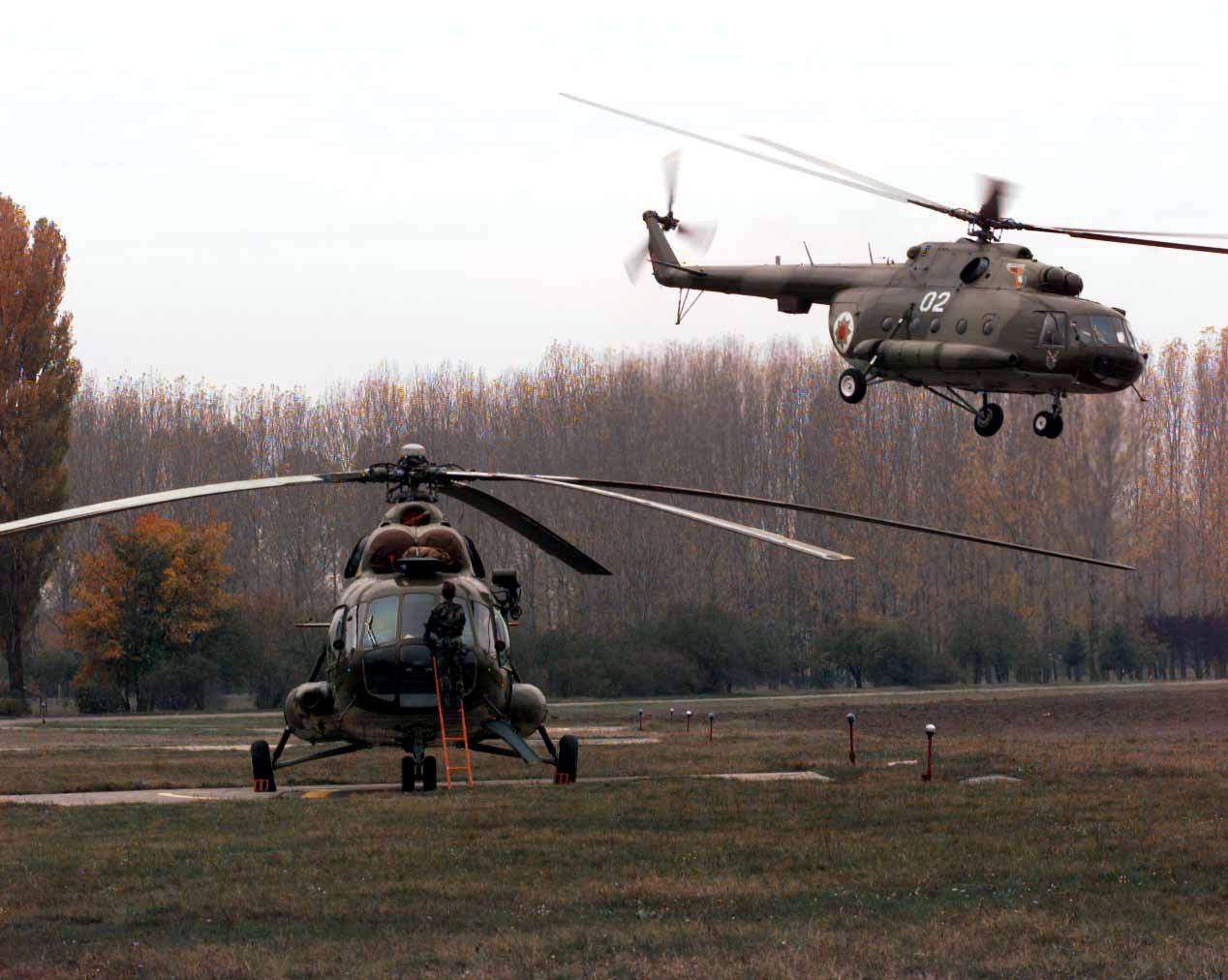
モルドバ空軍のMi-8MT

モルドバ空軍(モルドヴァ空軍)は、モルドバ共和国の空軍組織である。モルドバ国防省の管轄下に置かれている。

## 概要
1994年の時点で、モルドバ空軍は1300名の人員と1個戦闘機連隊、1個ヘリコプター連隊を保有、加えて防空ミサイル部隊を組織していた。主力装備となったのはソ連海軍航空隊所属の第86親衛戦闘航空連隊から引き継いだ31機のMiG-29戦闘機、8 機のMi-8輸送ヘリコプター、3 機のAn-72、Tu-134、An-24、Il-18各1 機の合わせて6 機の輸送機であった。MiG-29は通常のソ連国内向け派生型9.12型（フルクラムA）7 機に加え、当時最新型の9.13型（フルクラムC）24機を含んでいた。防空ミサイルは、S-125（SA-2ガイドライン）とS-200（SA-5ガモン）を装備していた。
モルドバ空軍は、沿ドニエストル問題に絡む紛争で数度の実戦を経験していた。幾度か、沿ドニエストル共和国を支援するロシア空軍のMiG-29とモルドバ空軍のMiG-29が空中戦になったこともあった。しかし、こうした戦闘ではいずれもロシア側が勝利をおさめており、モルドバは数機の戦闘機を失っている。また、対空砲火による航空機の損害も出ている。
紛争中は大いに活用されたMiG-29であったが、紛争が沈静化すると存在価値は薄れ、国経済の急激な悪化を受けて海外へ売却されることとなった。1 機は隣国ルーマニアへ売却され、同国空軍でその後10年間ほど運用された。また、一部はイエメンへ輸出された。残る機体は当初はイランへの輸出が予定されたが、イランへの新鋭兵器の流入を防ぎたいアメリカ合衆国の思惑により、単座戦闘機型のMiG-29（9.12規格：フルクラムAと9.13規格：フルクラムC）と複座練習戦闘機型のMiG-29UBを合わせた21機のMiG-29は、1997年にアメリカ合衆国へより高額で売却された。アメリカ合衆国がイランへの売却を懸念した理由としては、モルドバ空軍のMiG-29はソ連空軍用に生産されたフルバージョンの機体であるため核兵器運用能力を有していると考えられたことがあげられている。
2023年時点で、モルドバ空軍は戦闘機は一切保有しておらず、3機の軽輸送機、6機の輸送ヘリコプターを有しているのみである。人員数は600名で、うち250名が徴兵。
ロシアに対する安全保障として北大西洋条約機構(NATO)諸国やその他のヨーロッパ諸国との軍事的連携を重視しており、しばしばNATOとの合同軍事演習に空軍部隊や人員を参加させている。

## 機構
- 空軍本部
- 対空ミサイル連隊「ディミトリエ・カンテミール」（英語版）
- デセバル航空基地
  - 航空連隊「デセバル」[2]
- 独立無線工兵連隊「ベッサラビア」
- マルクレシュティ空軍基地（英語版）

## 装備

### 現用

#### 固定翼機
- An-2 コルト 輸送機 ×2機[1]
- IAK-18T（ルーマニア製Yak-18） 輸送機 ×1機[1][3]

#### ヘリコプター
- Mi-8MTV-1 ヒップ 輸送ヘリ ×4機[1]
- Mi-8PS ヒップ 輸送ヘリ ×2機[1]

#### 対空兵器
- S-125M1 ネヴァーM1 地対空ミサイル ×3基[1]

### 退役済み
- MiG-29 戦闘機 ×31機（1994年時点[4]）
- An-72 輸送機（1994年時点[4]）
- An-26 輸送機 ×1機（2004年時点[5]）
- An-24 輸送機
- Tu-134 輸送機
- Il-18 輸送機
- S-200 地対空ミサイル（1994年時点[4]）

## 不祥事
2005年5月27日、 PZL-104ヴィルガ35が翌日の展示飛行の訓練中に墜落し、4人が死亡した。